# Counsel for the Defense (film, 1925)
Pour les articles homonymes, voir Counsel for the Defense.
Pour plus de détails, voir Fiche technique et Distribution.

Counsel for the Defense est un film muet américain réalisé par Burton L. King, sorti en 1925.

## Fiche technique
- Titre : Counsel for the Defense
- Réalisation : Burton L. King
- Scénario : Arthur Hoerl, d'après le roman de Leroy Scott
- Photographie : George Porter, Ned Van Buren
- Producteur : Burton L. King
- Société de production : Burton King Productions
- Société de distribution : Associated Exhibitors (États-Unis) | Ideal Films (Royaume-Uni)
- Pays de production :  États-Unis
- Langue : film muet avec les intertitres en anglais
- Métrage : 2 018,40 m
- Format : Noir et blanc — 35 mm — 1,33:1 — Muet
- Genre : Film dramatique, Mélodrame
- Durée : 67 minutes
- Dates de sortie : 
  - États-Unis : 6 décembre 1925
  - Royaume-Uni : 3 septembre 1926

## Distribution
- Jay Hunt : Doc West
- Betty Compson : Katherine West
- House Peters : Arnold Peters
- Rockliffe Fellowes : Harrison Blake
- Emmett King : Harvey Sherman
- Bernard Randall : Stephen Marcy
- George MacDonald : Hosea Hollingsworth
- William Conklin : Thomas Burke
- Joan Standing : l'apprenti de l'imprimerie